# Rastatt (stacja kolejowa)
Rastatt (niem: Bahnhof Rastatt) – stacja kolejowa w Rastatt, w kraju związkowym Badenia-Wirtembergia, w Niemczech. Jest ważnym węzłem dla czterech linii Stadtbahn Karlsruhe, obsługiwanych przez Albtal-Verkehrs-Gesellschaft (AVG). Poza tym, jest on obsługiwany przez regionalne i poszczególne pociągi dalekobieżne Deutsche Bahn AG (DB). Stacja znajduje się w km 96,5 Rheintalbahn oraz w km 82,9 Rheinbahn i jest punktem wyjścia dla Murgtalbahn do Freudenstadt.
Według klasyfikacji Deutsche Bahn posiada kategorię 4.

## Historia
Miasto Rastatt otrzymało swoje pierwsze połączenie kolejowe dnia 1 maja 1844 roku, kiedy odcinek Großherzoglich Badische Staatseisenbahnen odcinek do Heidelbergu przez Karlsruhe zostało otwarte. Rastatt w tym czasie było federalną twierdzą i dlatego był chroniony przez mury obronne i fosy, a trasa po raz pierwszy przechodziła na wschód od miasta. Pierwszy dworzec Rastatt więc znajdował się na miejscu dzisiejszego obszaru przemysłowego.
W dniu 31 maja 1869 roku pierwszy odcinek Murgtalbahn został otwarty; Dworzec kolejowy Rastatt stał się węzłem kolejowym.
Po zniesieniu fortyfikacji w 1890, stacja została przeniesiona na zachód, w pobliżu centrum miasta. Tutaj, obecny budynek dworca został zbudowany.
W 1895 roku otwarto trzecią linię kolejową, która została przedłużona ze względów strategicznych z Karlsruhe do Haguenau. Na tej trasie, jednak w 1966 roku ruch transgraniczny został wstrzymany do Francji.
Stacja została zelektryfikowana wraz z liniami Rheintalbahn i Rheinbahn w latach 50.
1994 Rastatt, zostały włączone do sieci Stadtbahn Karlsruhe.

## Linie kolejowe
- Rheintalbahn
- Rheinbahn
- Murgtalbahn